# Fichtelgebirge
Le Fichtelgebirge (tchèque : Smrčiny) est une chaîne de moyennes montagnes au nord-est de la Bavière (Allemagne) s'étendant d'est en ouest depuis la ville de Bayreuth jusqu'à la frontière tchèque, au sud des Länder de Thuringe et de Saxe.

## Géographie

### Situation, topographie

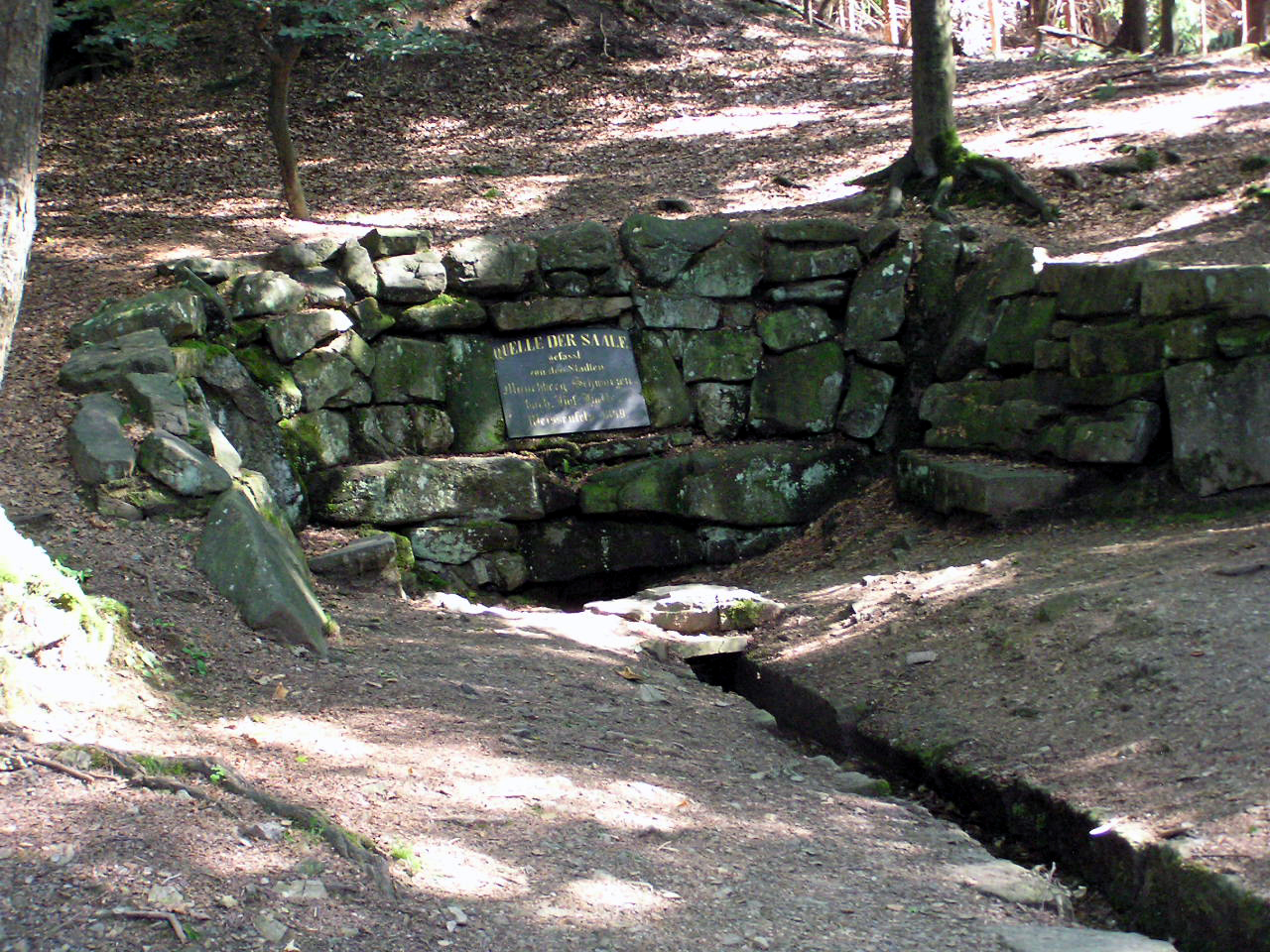
Source de la Saale

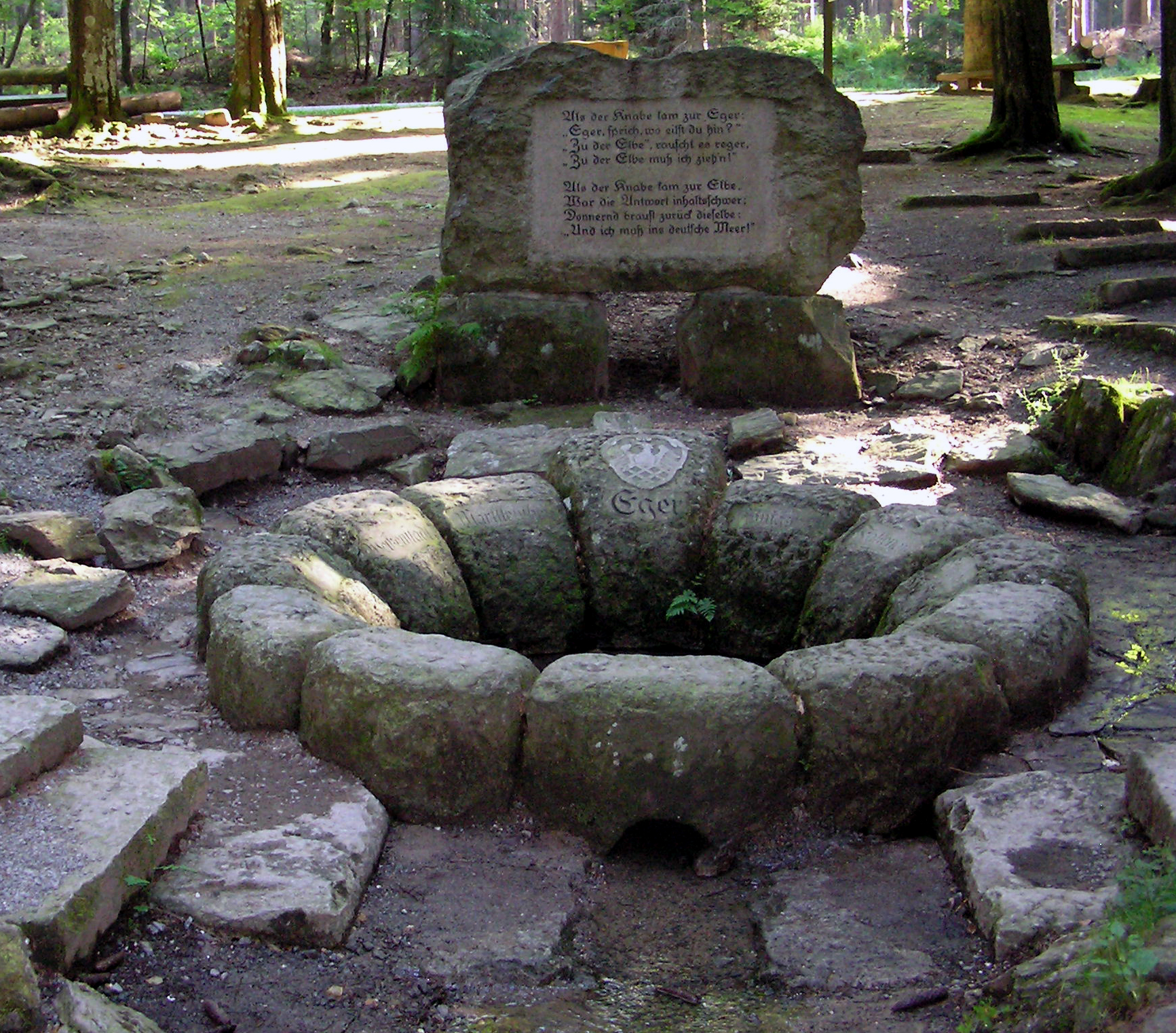
Source de l'Eger

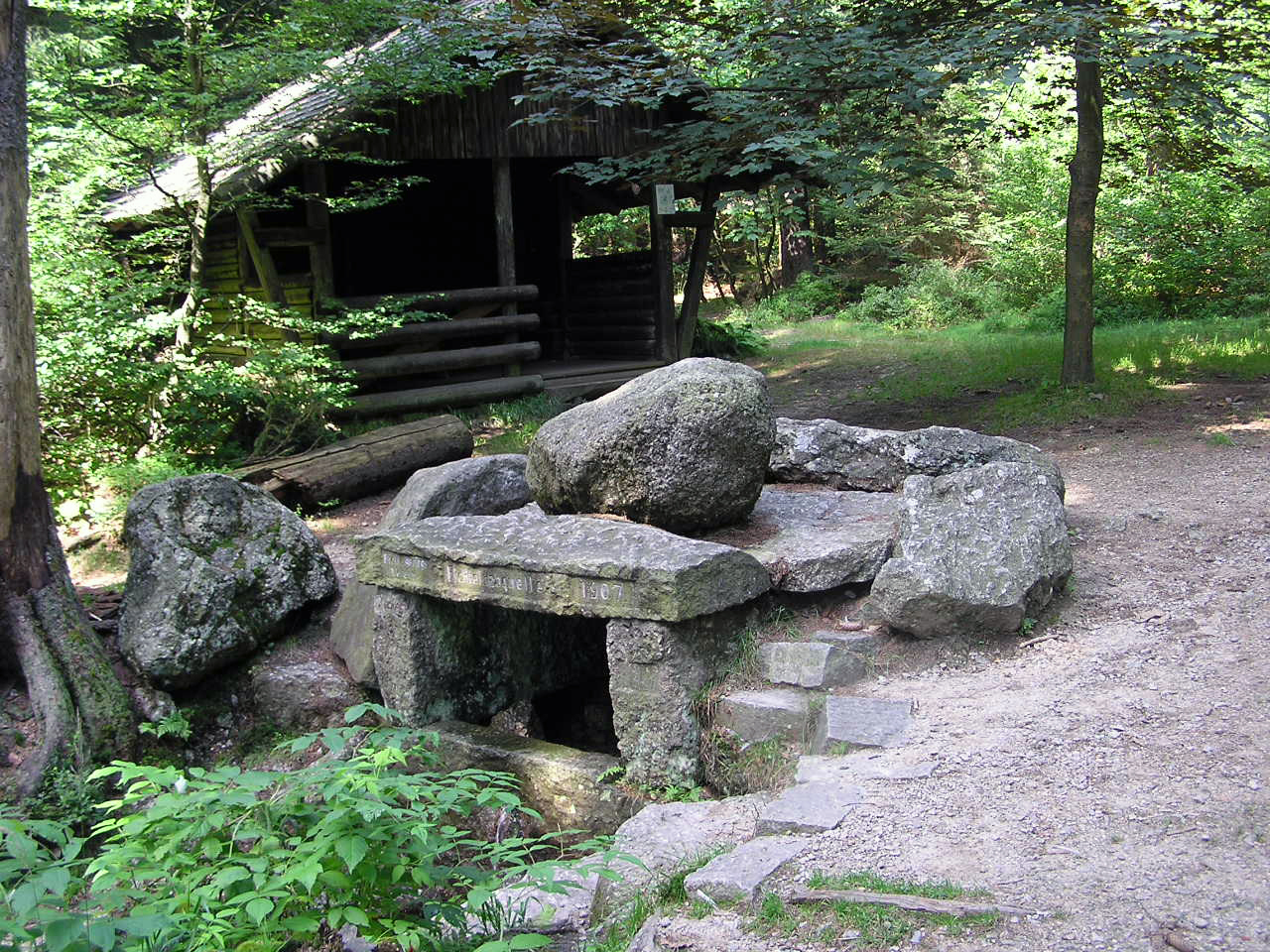
Source de la Naab

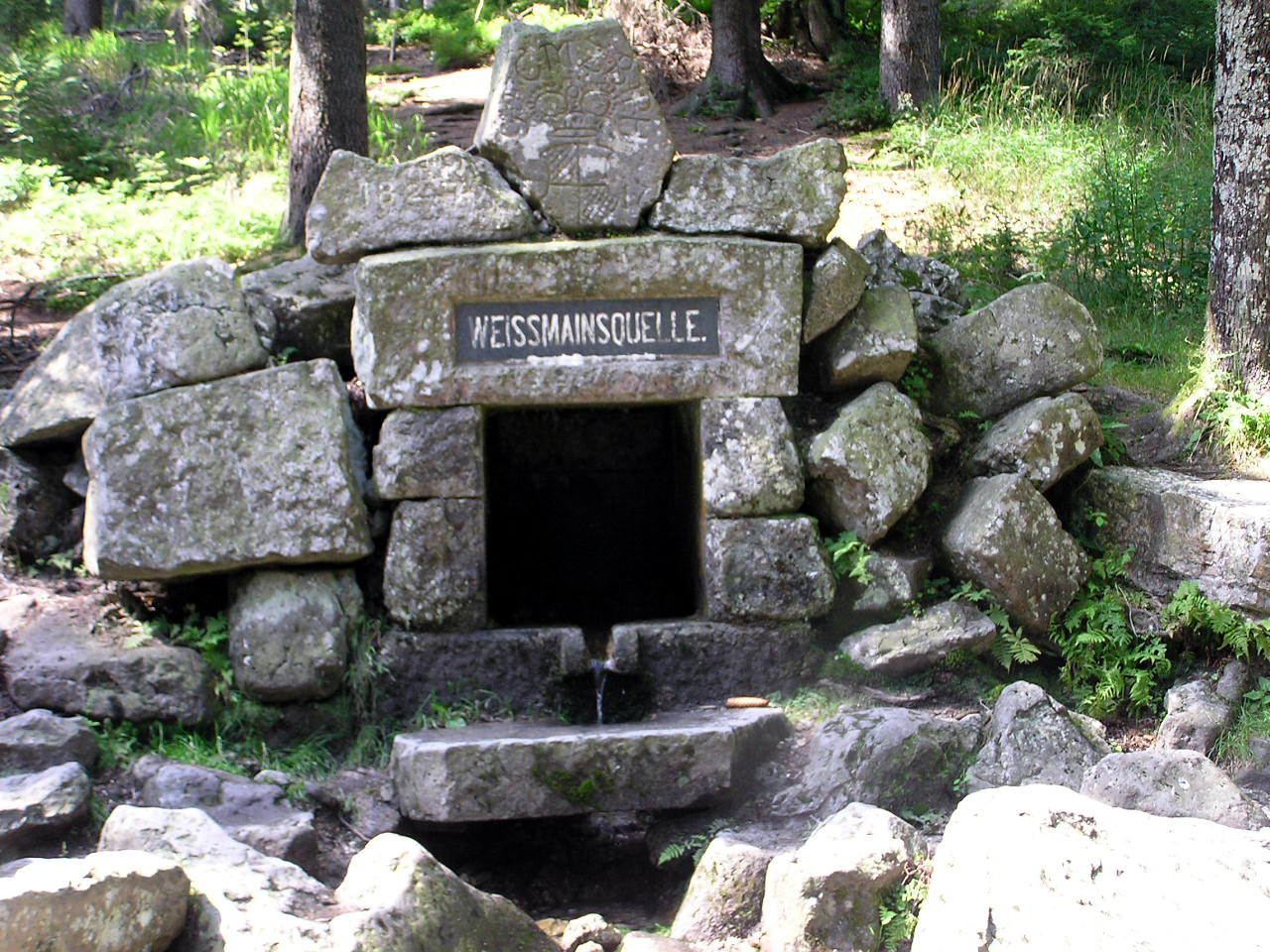
Source du Main

La limite nord du Fichtelgebirge se situe au sud de la ville de Hof et sa limite sud est Weiden (Haut-Palatinat).
La ville principale (Kreisstadt) au cœur du Fichtelgebirge est Wunsiedel, connue pour son théâtre de plein-air (Luisenburg), le chaos de blocs granitiques (Felsenlabyrinth) et les manifestations de l'extrême-droite (ville d'origine de la famille de Rudolf Hess où il est enterré). Les autres villes sont Marktredwitz, Marktleuthen, Arzberg, Röslau, Weißenstadt, Kirchenlamitz et Tröstau (toutes situées sur le cours de l'Eger et de la Röslau), plus au sud on trouve Bischofsgrün, Fichtelberg, Nagel, Neusorg, Erbendorf, Wiesau et Fuchsmühl, à l'ouest Weidenberg, Creußen, Bayreuth, Bindlach et Bad Berneck, au nord-ouest Gefrees, Zell im Fichtelgebirge, Weißdorf, Münchberg (Obere Saale), et au nord Selb, Rehau et Hof.
Le plus haut sommet est le Schneeberg (1 053 m). D'autres sommets importants sont l'Ochsenkopf (1 024 m), la Kösseine (939 m), le Grosser Waldstein (877 m) et le grand Kornberg (827 m).
D'un point de vue morphologique, le Fichtelgebirge se divise en chaînes montagneuses disposées en fer-à-cheval :
- le haut Fichtelgebirge (sommets : Schneeberg, Ochsenkopf et Kösseine) ;
- la chaîne nord comprenant le Grosser Waldstein, l’Epprechtstein et le Kornberg ;
- la chaîne sud comprenant le Steinwald, le Reichsforst et enfin le Kohlberg ;
- le haut plateau du Fichtelgebirge.

Au nord-est du Fichtelgebirge se dressent les monts Métallifères ; au sud-est, la forêt du Haut-Palatinat, la forêt de Bohême et la forêt de Bavière (Bayerischer Wald). Au nord-ouest, on distingue clairement d'un point de vue géologique les chaînes montagneuses des forêts de Franconie et de Thuringe. Au sud-ouest, le plateau de la faille franconienne constitue une zone morphologiquement entièrement différente.
De nombreuses zones de marécages (placées sous protection de la nature) sont autant de retenues d'eau potable.
La ligne de partage des eaux entre la mer du Nord et la mer Noire passe par le Fichtelgebirge.
Il est même parfois considéré comme le centre hydrographique de l'Europe car de ses flancs coulent quatre rivières vers les quatre points cardinaux (voir photos des quatre sources) : 
- la Naab vers le sud,
- l'Eger vers l'est,
- la Saale verd le nord et
- le Main vers l'ouest.

### Géologie

#### Orogenèse
Du point de vue géologique, ce massif est aujourd'hui essentiellement constitué de granite. Sa formation remonte au Précambrien, il y a environ 750 à 800 millions d'années, mais il ne subsiste de cette phase ancienne que quelques massifs érodés.
La région était alors encore recouverte par la mer : des fleuves charriaient les sédiments arrachés à des montagnes aujourd’hui disparues jusque sur les côtes, où ils se superposaient en couches d'argile et de sable, parfois séparés par des dépôts de calcaire.
Au début du Cambrien, il y a 570 millions d'années, ces couches ont subi un plissement, provoquant l'émergence de ces dépôts. Les conditions de température et de pression élevées, qui régnaient de cette époque orogénique jusqu'au Carbonifère supérieur, ont travaillé les roches par métamorphisme, c'est-à-dire que la composition et la structure interne de ces matériaux ont été bouleversées : l’argile a formé de la phyllite et des schistes, les sablons de la quartzite et les bancs de craie, le marbre de Wunsiedel ; puis, par une érosion poussée, les roches ont été ramenées sous le niveau de la mer .

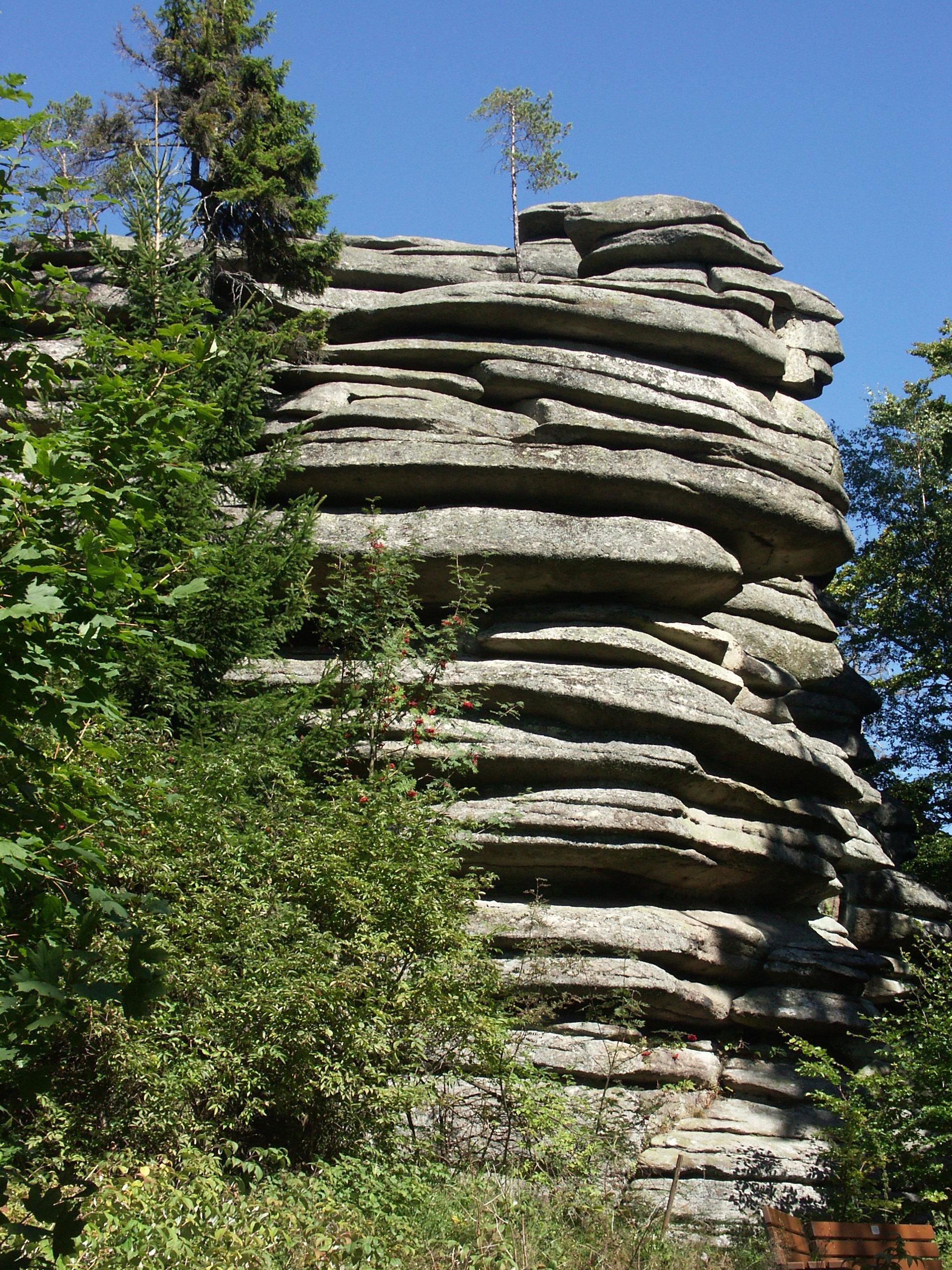
Blocs de granite typiques des Fichtelgebirge (ici la Pierre-Rodolphe à Weißenstadt).

#### Phase hercynienne
Au Silurien, puis au Dévonien et au Carbonifère inférieur, des couches de la croûte terrestre, parmi lesquelles celles représentées dans l'actuel massif des Fichtelgebirge et la forêt de Franconie, ont été enrichies par l'apport de sédiments abyssaux et de produits du volcanisme sous-marin (avec formation de minerais). Ces apports sédimentaires et volcaniques ont très bien conservé leur structure et leur composition d'origine, particulièrement dans le cas de la forêt de Franconie, ce qui permet de dater assez précisément les fossiles qu'ils contiennent, car ils n'ont ensuite subi pratiquement aucun métamorphisme (« anchimétamorphisme »). Lors de la phase finale du plissement hercynien, amorcée au Carbonifère supérieur, il y a 285 millions d'années, les couches sédimentaires et la roche magmatique ont subi un plissement. Dans le monde germanophone, cette orogenèse est appelée « varisque », d'après le nom latin de Hof (Curia variscorum), par allusion au territoire des Germains Varasques. Par la suite des coulées de lave profondes ont fait intrusion en plusieurs phases dans le granite fracturé. Ces intrusions dans le granite n'ont affecté les matériaux périphériques par métamorphisme de contact que de façon marginale. Le reste des produits de ces coulées chargées en minéraux a donné naissance aux cristaux de pegmatite, fort prisés des collectionneurs et des géologues, ainsi qu'aux filons de métaux et de minerais, à l'origine de l'exploitation minière du Moyen Âge au début de la Révolution industrielle.
À la fin de l’orogenèse hercynienne, du Carbonifère supérieur au Permien inférieur (vieux grès rouges) de grandes quantités de roches détritiques se sont accumulées dans les cirques naturels et le long des contreforts de la chaîne. Les cirques montagneux étaient le produit d'une déformation tectonique ponctuée d'une activité volcanique intermédiaire. Les sédiments gréseux se sont déposés dans des sites isolés : on peut en retrouver par sondage dans les horizons Mésozoïques du sud-ouest de la faille de Franconie. Les roches magmatiques post-hercyniennes ont donné naissance aux veines de rhyolite.

#### Effets de la surrection alpine
Au Néogène (Tertiaire récent, il y a 26 millions d'années), les mouvements tectoniques ont repris, au moment même où la surrection alpine (formation des Alpes, des Carpates, etc.) tirait sur sa fin. Ce phénomène a eu pour effet de recouvrir en partie les massifs anciens (les monts de Bohême-Moravie dans le massif de Bohême au niveau des Préalpes) par des roches plus récentes. Au Miocène supérieur, il y a dix millions d’années, des coulées basaltiques ont fait surface au cours de la formation du graben de l'Eger, dans le nord du Haut-Palatinat. Le piton de Rauher Kulm ou le Parkstein, à Weiden, sont les vestiges, décapés par l'érosion, des cônes d'effondrement de ces remontées basaltiques. Quant aux bancs basaltiques, qui sont des épanchements de lave superficiels, on peut en voir par exemple au Teichelberg dans les environs de Pechbrunn. Il faut se garder de confondre ces nappes de charriage basaltiques avec les formations superficielles d'origine tectonique.
Le paysage a pris son aspect actuel à partir du Pliocène récent, il y a environ 5 millions d'années : une faille déjà ancienne traversant la Franconie s'est trouvée recomprimée, donnant naissance au massif des Fichtelgebirge, à la forêt de Franconie, au massif de gneiss du Münchberg et au nord de la Forêt du Haut-Palatinat. L'érosion travailla une fois de plus cet ultime soulèvement tectonique, et les rivières y ont découpé des gorges abruptes. C'est ainsi que le massif actuel, entaillé de toutes parts, s'est formé à partir d'un vaste plateau. La complexité de son histoire et les difficultés d'interprétation des vestiges en font un véritable eldorado pour tous les géologues, quelle que soit leur spécialité.

### Faune et flore
On trouve ici la trientale boréale, une plante typique de la région.
Le 30 décembre 2011, un piège photographique du Schneeberg a prouvé la présence d'un loup dans ces montagnes.

### Population

#### Traditions

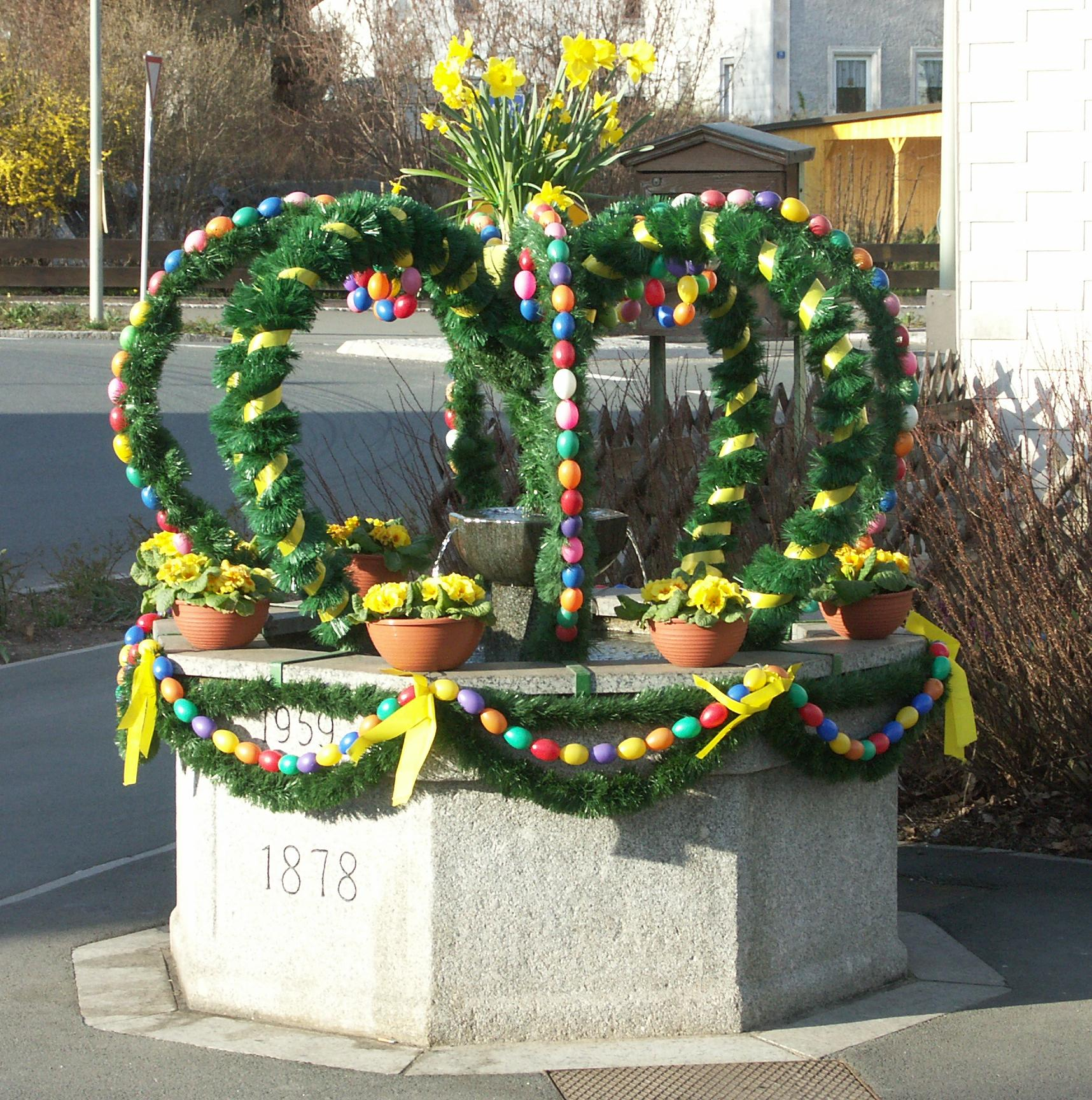
Osterbrunnen à Marktleuthen

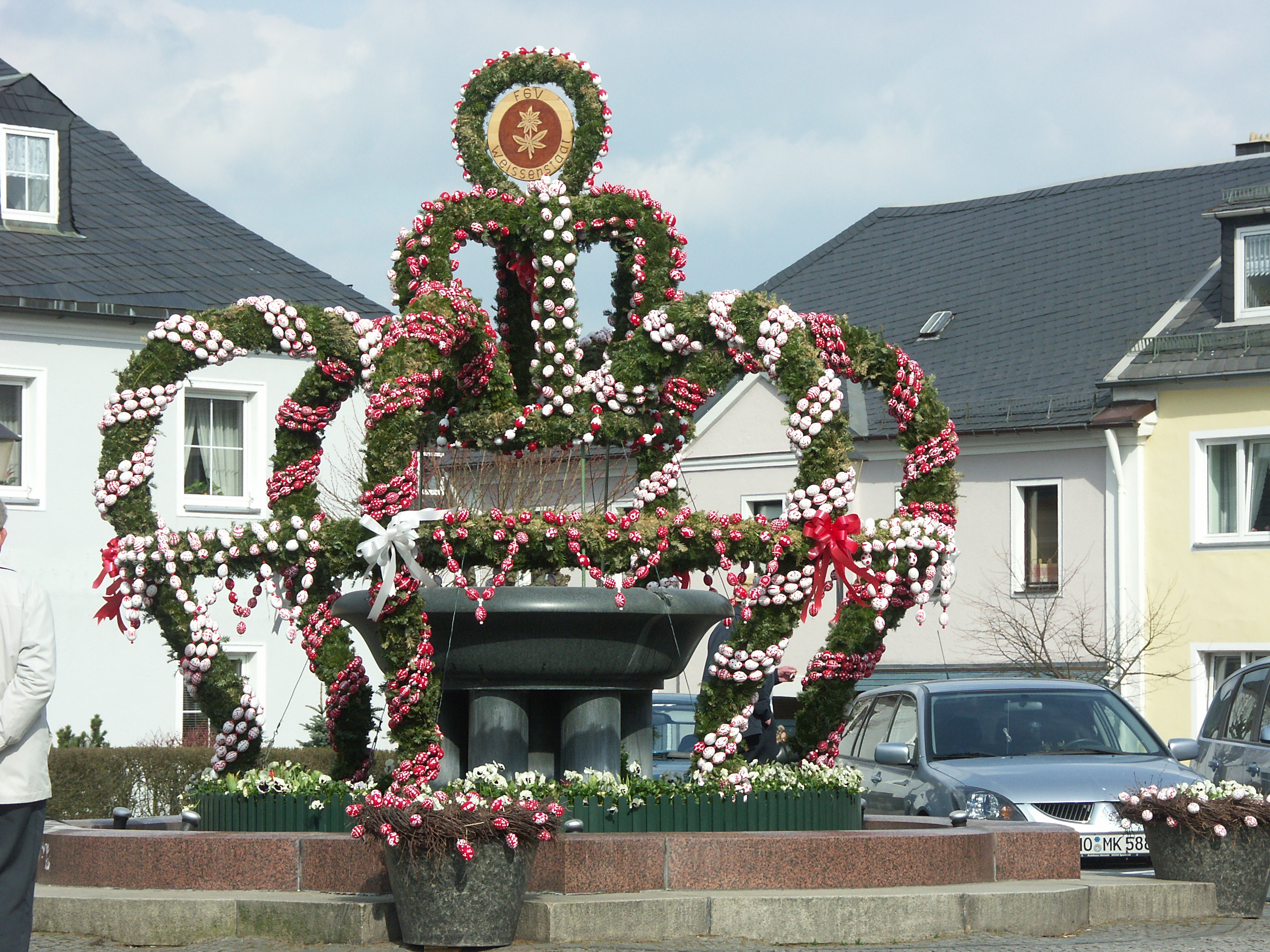
Osterbrunnen à Weißenstadt

La décoration des fontaines à Pâques (Osterbrunnen) en forme de fleur de lys est une tradition que certaines sources[Lesquelles ?] attribuent aux huguenots.

#### Linguistique
La frontière linguistique entre le franconien de l'est et le bavarois du nord traverse le Fichtelgebirge du nord au sud mais ne correspond pas aux limites territoriales administratives : on parle encore le bavarois de l'est à Wunsiedel.
La population est cependant plus hétérogène depuis la fin de la Seconde Guerre mondiale car de nombreux réfugiés de souche allemande (Sudètes) ou des provinces allemandes devenues partie intégrante de la Pologne ou de la Russie (Silésie, Prusse-Orientale) sont venus s'y installer.

## Activités

### Mines et carrières
Dès le Moyen Âge, les hommes ont creusé des mines à travers le massif du Fichtelgebirge : on en extrayait de l’or, de l’étain, du fer et différents sols ou roches (basalte, lignite, diabase, granite, limons, marbre, stéatite, argile et tourbe) ; plus récemment on a découvert de l’uranium. Le travail des métaux se faisait dans des ateliers de forge, au bord des rivières. Les forêts du Fichtelgebirge fournissaient en abondance le bois au charbonniers qui à leur tour alimentaient les forges. La guerre de trente ans a épuisé les veines métallifères du massif. Au XVIIIe siècle, Alexander von Humboldt a essayé de relancer l'exploitation minière. Plusieurs villes et villages (par exemple Wunsiedel, Weißenstadt, Arzberg, Fichtelberg-Neubau, Goldkronach) doivent leur existence et leur prospérité aux mines du pays.
On peut découvrir l'histoire des mines des monts du Fichtel :
- aux mines aménagées de Gleißinger Fels, près de Fichtelberg-Neubau ;
- aux mines aménagées et au musée de l'or de Goldkronach ;
- au musée de Wunsiedel ;
- au centre d'interprétation du parc naturel Kleiner Johannes, à Arzberg ;
- au musée des mines d'Erbendorf ;
- et dans d'autres musées et chemins de randonnée du géoparc Bavière-Bohême.

### Industrie
- Manufactures de porcelaine à Selb, porcelaine
- Carrières de granite à Kirchenlamitz.